# 白城堡 (餐廳)
白城堡（英語：White Castle）是美國本土一間連鎖快餐店，主要賣漢堡、薯條及奶昔等。一般被認為是美國史上第一家快餐店。

## 歷史
1916年，其中一位創辦人沃爾特·安德森（Walt A. Anderson，1880-1963）已經開展其餐飲業務。至1921年，任職保險業及房產代理的比利·英瑞格（Billy A. Ingram）因資金充裕，與安德森展開合夥關係，正式創立白城堡，以芝加哥水塔為藍本的建築為第一間白城堡餐廳。1925年，安德森將所有股份賣給比利，比利持續擴展白城堡的版圖，全美各地都有白城堡的分店，也曾在中国大陆、香港、日本、韓國、馬來西亞、新加坡、墨西哥、巴哈馬開設分店，但皆已歇業。其後白城堡多次易手。